# Бабольруд
Бабольруд (перс. بابلرود) або Руд-е Баболь (перс. رود بابل) або Баволь руд (перс. باوُل رود) — повноводна річка на півночі Ірану, що протікає територією провінції Мазендеран. Бере початок у горах Ельбурс у шахрестані Савадкух, потім протікає по території шахрестанів Баболь та Бабольсар і в місті Бабольсар впадає в Каспійське море. Довжина річки — 78 км.
Естуарій цієї річки — чудове місце для водного відпочинку, оскільки в цьому місці вона досить глибока, тоді як в середній течії дуже мілка.

## Дамби

### Дамба Альбурс
Завдяки значному перепаду між витоком і гирлом річки на ній і на її притоках побудовано багато дамб. Одна із них — це дамба Альборз, що розташована в лісах дахестану Лофур, яка є найбільшою земляною дамбою Ірану. Її довжина становить 838 м, а висота — 78 м. Місткість водосховища, яке вона утворює, становить 150 млн м³.
Перші підготовчі роботи до будівництва дамби почали проводити ще за правління Пахлаві, але ці роботи перервала Ісламська революція. Нарешті 1996 року (1374 за сонячним календарем) уряд Рафсанджані вирішив побудувати дамбу, але переніс будівництво вгору за течією. Дамба вступила в роботу 2001 року (1379 за с.к.).

### Земляна дамба Шіяде
Розташована за 31-32 км на південь від міста Баболь на річках Базруд і Чалім, які є притоками Бабольруд. Зроблена із суміші ґрунту і глини. Довжина дамби становить 450 м, а висота — 33 м. Вступила в експлуатацію 2001 року. Утворює водосховище площею 480 тис. м², яке містить 5 млн м³ води. Максимально може вміщувати 8 млн м³. Забезпечує рівномірний полив протягом року 2 тис. гектарів рисових полів.

### Земляна дамба Сомбольруд
Розташована за 10 км на захід від міста Шіргах у шахрестані Савадкух на річці Сомбольруд (перс. سنبل رود), яка є притокою Бабольруд. Зроблена із суміші ґрунту і глини. Довжина дамби становить 889 м, а висота — 122,5 м. Вступила в експлуатацію 2000 року. Утворює водосховище площею 250 тис. м², яке містить 2,1 млн м³ води. Забезпечує рівномірний полив протягом року 1100 гектарів полів.